# Victoria's Secret

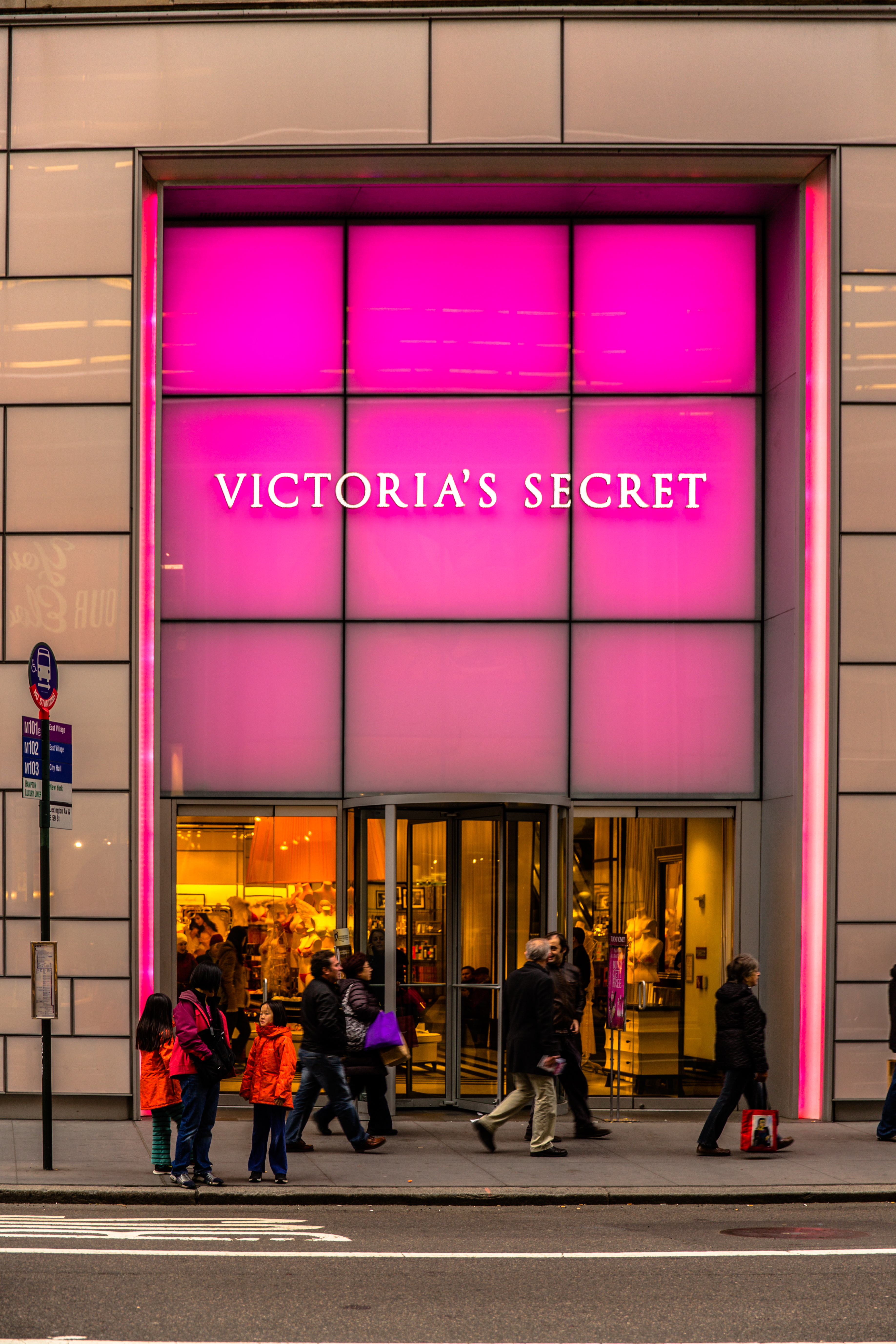
Butik i New York.

Victoria's Secret är ett varumärke och ett företag som tillverkar och marknadsför damkläder, damunderkläder, badkläder, nattlinnen och skönhetsprodukter.[källa behövs] Företaget grundades i USA 1977 av Roy Raymond. Victoria's Secret ägs av Limited Brands och varumärket marknadsförs till stor del genom kända modeller som förespråkar produkterna, samt den årliga modevisningen "Victoria's Secret Fashion Show".
Victoria's Secret tillverkar såväl traditionella som erotiska underkläder som kan beställas på postorder eller på internet. Ett av de mest populära plaggen är behån Bombshell som utlovar storleksökning med två kup-storlekar. Från företagets start, 1977, till 2011 har enbart varumärkets egna butiker varit tillgängliga i Amerika, men under sommaren 2012 väntas det öppna en butik i London med en stor kundgrupp på grund av de Olympiska Spelen som arrangeras i London 2012.
Victoria's Secret grundades 1977 i Kalifornien av Roy Raymond, vars inspiration kom från problematiken han upplevde då han skulle inhandla underkläder till sin fru. Fem år senare efter starten, 1982, sålde Roy Raymond företaget till The Limited. Roy Raymonds startade därefter ett nytt företag som slutade i konkurs, vilket fick konsekvensen att han begick självmord år 1993. Efter att Limited Brands köpt företaget expanderade företaget som varumärke och kunde under tidigt 90-tal stoltsera sig som Amerikas största underklädesvarumärke.
The Limited fortsatte att hålla liv i Victoria's Secret, och varumärket expanderade med tiden i och med att man tog in supermodeller som publicitet för underkläderna. År 1995 startades Victoria's Secret Fashion Show som årligen erbjuder igenkänd musik samt artistframträdanden, supermodeller iförda specialdesignade underklädeskreationer och påkostade sceneffekter. Showens arrangemangstad varierar årligen, varvid New York, Cannes, Miami och Los Angeles inkluderas som tidigare värdstäder. Victoria's Secret har även infört den så kallade "Miljon-BH:n", en exklusiv BH utsmyckad med ädelstenar som visas på den årliga modevisningen.
Bland de fotomodeller som anlitats av Victoria's Secret återfinns Alessandra Ambrosio, Tyra Banks, Ana Beatriz Barros, Jill Goodacre, Gisele Bündchen, Naomi Campbell, Laetitia Casta, Eva Herzigova, Adriana Lima, Karolina Kurkova, Petra Nemcova, Frederique van der Wal, Heidi Klum, Miranda Kerr och Tricia Helfer. Många välkända modeller, såsom Heidi Klum, Adriana Lima, Alessandra Ambrosio och Candice Swanepoel har erhållit en stor igenkänning på grund av deras kontrakt med varumärket.

## Nuvarande modeller (Victoria's Secret Angels)
- Candice Swanepoel (2010–)
- Taylor Marie Hill (2015–)
- Elsa Hosk (2015–)
- Stella Maxwell (2015–)
- Lais Ribeiro (2015–)
- Sara Sampaio (2015–)
- Romee Strijd (2015–)
- Jasmine Tookes (2015–)
- Josephine Skriver (2016–)
- Leomie Anderson (2019–)
- Grace Elizabeth (2019–)
- Alexina Graham (2019–)
- Barbara Palvin (2019–)